# دانيال بوبيسكو
دانيال بوبيسكو هو باحث وسياسي روماني، ولد في 31 مايو 1981 في Câmpulung Moldovenesc ‏ في رومانيا. نشط حزبياً في Save Romania Union ‏. وقد انتخب عضو مجلس النواب في رومانيا ‏ عن دائرة Romanian diaspora ‏ وقد انضم خلال فترته النيابية ‏ (19 أبريل 2017 – ) للكتلة البرلمانية Save Romania Union ‏.

## وصلات خارجية
- الموقع الرسمي